# Base aerea di Incirlik
La base aerea di Incirlik (detta anche base aerea di Adana) è una base aerea militare di İncirlik, città a 12 km da Adana, in Turchia.
La base è gestita sia dalla United States Air Force (USAF) che dalla Türk Hava Kuvvetleri.
La Base aerea di Incirlik, con una capienza di 100 atomiche, è la base in grado di ospitare il maggior numero di ordigni nucleari americani nell'area europea.

## Storia
La U.S. Army Corps of Engineers (USACE) iniziò la costruzione della base nel 1951 per utilizzarla come base di emergenza e centro per il recupero di bombe medie e pesanti.
Il Turkish General Staff e l'USAF si accordarono nel dicembre del 1954 per restaurare la base, e la base fu ribattezzata prima "base aerea di Adana" e poi "base aerea di Incirlik".
Attualmente la base ospita 90 ordigni nucleari.
Secondo il direttore del progetto di informazione nucleare della Federazione degli Scienziati Americani, 40 bombe atomiche furono trasferite nel 2005 negli Stati Uniti, a seguito di un programma di riduzione dell'attività nucleare in Europa avviato unilateralmente da George W. Bush. La base sarebbe il centro di stoccaggio di 50 bombe utilizzabili solamente dai jet statunitensi, sebbene la Turchia non abbia mai autorizzato i mezzi a stazionare in modo permanente ad Incirlik.

### Missioni di pattugliamento aereo
Già dai primi anni dalla sua costruzione l'importanza della base di Incirlik si rivelò fondamentale, non solo per contrastare le minacce del blocco sovietico durante il periodo della guerra fredda, ma anche per gli interventi all'interno dei conflitti in Medio Oriente.

### Crisi Hezbollah-Israele del 2006
Durante la guerra del Libano tra Israele ed Hezbollah, Incirlik ospitò i cittadini statunitensi evacuati dal Libano con navi militari da Beirut a Mersin per un successivo trasferimento negli USA.

## Servizi
A servizio di quelle famiglie e del popolo sono stati istituiti:
- Incirlik American School,
- Incirlik Education Center Archiviato il 6 aprile 2009 in Internet Archive. tenuta dalla University of Maryland con 12 corsi di Laurea: Inglese, Storia, Psicologia, Matematica, Scienze, Lingue Straniere, Business and management, Informatica, Government, Sociologia e Legge.